# Ángeles Caso
María de los Ángeles Caso Machicado assina como Ángeles Caso (Gijón, 16 de julho de 1959) é uma escritora espanhola.
Seu pai, José Miguel Caso González, foi professor e reitor da Universidade de Oviedo.
Estudou Geografia e História, mas trabalhou como jornalista (Panorama regional, Fundación Príncipe de Asturias, Instituto Feijoo de Estudios del siglo XVIII (Universidad de Oviedo), Televisión Española, Cadena SER, Radio Nacional de España…

## Prêmios
- Finalista Premio Planeta, El peso de las sombras, 1994.
- Premio Fernando Lara, Un largo silencio, 2000.
- Premio Planeta, Contra el viento, 2009.[1][2]

## Filmografia
- Telediario, TVE (1985-1986)
- La Tarde, TVE (1985-1986)
- Deseo (de Gerardo Vera, guión) (2002)

## Obra
- Asturias desde la noche. 1988. Guía.
- Elisabeth, emperatriz de Austria-Hungría o el hada. 1993.
- El peso de las sombras. 1994. Finalista XLIII Premio Planeta 1994.
- El inmortal. 1996, compilaçãoÉrase una vez la paz.
- El mundo visto desde el cielo. 1997.
- El resto de la vida. 1998.
- El verano de Lucky. 1999.
- La trompa de los monos. 1999, compilaçãoMujeres al alba
- La alegría de vivir. 1999, compilaçãoHijas y padres
- Un largo silencio. 2000. V Premio Fernando Lara de novela.
- Giuseppe Verdi, la intensa vida de un genio. 2001. Biografia de Giuseppe Verdi.
- Las olvidadas, una historia de mujeres creadoras. 2005.
- Contra el viento.2009. LVIII Premio Planeta 2009.
- Gauguin. El alma de un salvaje.
- Donde se alzan los tronos. 2012.
- Rahima Begum. 2013. Biografia
- Todo ese fuego. 2015. Novela biográfica sobre as irmãs Brontë.
- Ellas mismas. Autorretrato de pintoras. 2016.
- Grandes Maestras. Mujeres en el Arte Occidental. Renacimiento Siglo XIX. 2017.
- PINTORAS, grandes artistas que se pintaron muy bien. 2018